# بییاکیران د لا پوئبلا
بییاکیران د لا پوئبلا (به اسپانیایی: Villaquirán de la Puebla) یک شهرستان در اسپانیا است که در استان بورگس واقع شده‌است.

## خصوصیات
بییاکیران د لا پوئبلا ۱۱ کیلومترمربع مساحت و ۵۷ نفر جمعیت دارد.